# Nogaholding
nogaholding — национальная нефтегазовая компания Бахрейна.

## История
Bahrain Petroleum Company (Нефтяная компания Бахрейна) была основана в 1929 году как дочерняя структура Standard Oil Company of California (современная Chevron Corporation). В 1932 году началась добыча нефти, а в 1934 году — её экспорт. В 1936 году начал работу первый нефтеперерабатывающий завод. Пик добычи на основном месторождении (названного Бахрейн) был достигнут в 1971 году — 80 тыс. баррелей в сутки, но в 1963 году было обнаружено ещё одно крупное месторождение Абу Сафах между Бахрейном и Саудовской Аравией. В 1980 году компания была национализирована.
В 1976 году была создана Bahrain National Oil Company (Национальная нефтяная компания Бахрейна), в 1999 году она была объединена с Bahrain Petroleum Company.
The Oil and Gas Holding Company B. S. C. (nogaholding) была учреждена 1 августа 2007 года Национальным управлением нефти и газа Бахрейна (National Oil and Gas Authority, NOGA). 26 сентября 2021 года Управление было ликвидировано, и nogaholding стала основной нефтегазовой компанией страны (часть функций Управления была передана Комитету энергетики и природных ресурсов и Министерству нефти).

## Деятельность
Экспорт нефти в 2020 году составил 54,4 млн баррелей, основными покупателями бахрейнской нефти были Китай (45 %), Япония (26 %), Сингапур (10 %), Тайвань (6 %), Малайзия (5 %). Продажи нефтепродуктов — 9,8 млн тонн, в основном на Ближнем Востоке.

## Дочерние компании
Основные дочерние компании и совместные предприятия по состоянию на 2021 год:
- The Bahrain Petroleum Company B. S. C. (основана в 1929 году, нефтепереработка, 267 тыс. баррелей в сутки, 100 %)
- Bahrain National Gas Company B. S. C. (основана в 1979 году, переработка и продажа сопутствующего газа, 75 %)
- Bahrain National Gas Expansion Company B. S. C. (переработка и продажа сопутствующего газа, 100 %)
- The Bahrain Aviation Fueling Company B. S. C. (основана в 1985 году, авиационное топливо, 60 %)
- Tatweer Petroleum — Bahrain Field Development Company B. S. C. (основана в 2009 году, нефтегазодобыча, 100 %)
- Bahrain Gasolin Blending W. L. L. (основана в 2016 году, торговля нефтепродуктами, 85 %)
- Saudi Bahrain Pipeline Company S. P. C. (управление бахрейнской частью нефтепровода в Саудовскую Аравию, 100 %)
- Aromatics Petchem Company W. L. L. (нефтехимия, 100 %)
- Bapco Retail Company S. P. C. (торговля нефтепродуктами в Бахрейне, 100 %)
- Gulf Petrochemical Industries Co. B. S. C. (основана в 1979 году, нефтехимия, 33 %)
- Bahrain LNG W. L. L. (основана в 2015 году, производство сжиженного газа, 30 %)
- Arab Shipbuilding and Repair Yard Co. B. S. C. (основана в 1977 году, судостроение и ремонт, 37 %)
- Trident Logistics Bahrain W. L. L. (склады и упаковка, 49 %)
- Bahrain Lube Base Oil Company B. S. C. (основана в 2009 году, производство смазочных материалов, 55 %, Neste — 45 %)
- BAC Jet Fuel Company W. L. L. (основана в 2017 году, торговля нефтепродуктами, 50 %)